# Nikola Jaensch
Nikola Jaensch (* 1973 in Würzburg) ist eine deutsche Künstlerin.

## Leben
Jaensch ist Meisterschülerin von Dieter Brembs (* 1939). Die mehrfach mit Kunstpreisen ausgezeichnete Künstlerin lehrt zurzeit an der Kunsthochschule in Mainz Aktzeichnen.
Sie lebt und arbeitet in Mainz und am Bodensee.

## Auszeichnungen
- 2004/2005: Mainzer Stadtdruckerpreis
- 2007: Anerkennung beim Walter Koschatzky Kunst-Preis, Albertina und Museum für Moderne Kunst/Museumsquartier Wien
- 2011: Woldemar-Winkler-Preis Gütersloh und Kunstpreis Trier-Saarburg (Malerei)
- 2015: Förderpreis der Hugo-und-Elly-Goetz-Stiftung, Würzburg
- 2016: Kunstpreis des Zonta Club Mainz Quellen:[1][2]

## Ausstellungen (Auswahl)
- 2003: »Zeichnung als Erfindung. Neue Möglichkeiten der künstlerischen Zeichnung im Buch«, Akademie für Bildende Künste Mainz
- 2004: »junge kunst 9«, Essenheimer Kunstverein – Kunstforum Rheinhessen, mit Hans-Peter Stark
- 2005: »Un-zuhause«, Ausstellung zum Mainzer Stadtdrucker-Preis, Gutenberg-Museum, Mainz
- 2007: »Echogramme des Augenblicks«, Essenheimer Kunstverein, Kunstforum Rheinhessen e.V. (Katalog)
- 2007: »Vol en amont«, Galerie Mühlfeld & Stohrer, Frankfurt/Main
- 2008: Hortus conclusus, Kunstverein Eisenturm Mainz, mit Nikolas Hönig
- 2008: »Die Dinge singen hör’ ich so gern«, Kunstverein Frankenthal (mit Anjali Göbel)
- 2009: »Wegzeichen«, Kunstverein Paderborn
- 2009: »Augenblick und Wiederkehr«, Galerie 21, Braunschweig
- 2009: »Katz’ und Has’ und Stundenglas«, Saarländisches Künstlerhaus (Katalog)
- 2010: »Traum und Flügelschlag«, Kunstverein Neustadt an der Weinstraße
- 2011: »Nikola Jaensch: Woldemar-Winkler-Preis 2011« (mit Christian Peter), Gütersloh (Katalog)
- 2011: »Traum und Flügelschlag«, Galerie Katrin Hiestand, Landau (Katalog)
- 2012: »Doppelgänger«, Galerie Alessandra Nobilia, Mainz
- 2012: »Kranich und Känguru«, Städtische Galerie Lehrte
- 2012: »Das kalte Herz«, Galerie Beck, Homburg/Saar
- 2014/2015: »Zwischen den Zeilen – Lebenslinien«, Galerie Katrin Hiestand, Landau in der Pfalz
- 2014: »Nikola Jaensch – Echogramme des Augenblicks II«, Südpfälzische Kunstgilde, Bad Bergzabern
- 2014: Das Wesenhafte des Unbekannten – Woldemar Winkler und Nikola Jaensch. »Malerei/Collagen/Objekte«, Kunstverein Gütersloh (Katalog)
- 2015: Ausstellung anlässlich der Verleihung des Förderpreises der Hugo und Elly Goetz-Stiftung Würzburg
- 2016: »Ihr Sprachen des Himmels«, Ausstellung zur Verleihung des ZONTA Kunstpreises, Alte Schmiede Wettig, Nieder-Olm (Katalog)
- 2019: »Offene Bücher – geheimes Leben. Lesen und gelesen werden«, Mainzer Kunst Galerie,
- 2019: »Nikola Jaensch – Schau auf die Quelle«, Galerie3, Dresdner Sezession
- 2020: »…und Zeit eilt hin zum (W)Ort…«, BBK-Galerie | Künstlerhaus | Museum im Kulturspeicher Würzburg,
- 2020: »Viele Grüße, dein Smørrebrød«, Atelier | rothpauser (zusammen mit Manja Adamson) Sankt Martin
- 2020: »Schnittstellen«, Kunstverein Donnersbergkreis (zusammen mit Jörg Heieck), Orangerie, Kirchheimbolanden
- 2023: »La vision du grand cercle. Sur les ailes de l’imagination. Pensées dessinées de Nikola Jaensch«, Maison de Rhénanie-Palatinat, Centre Franco-Allemand en Bourgogne, 3.5. – 20.6.2023

Nikola Jaensch hat seit 1999 an zahlreichen Gruppenausstellungen in Deutschland und vereinzelt in europäischen Ländern teilgenommen.